# Адренокортикотропен хормон
Адренокортикотропният хормон (АКТХ) стимулира производството на хормони от кората на надбъбречните жлези. По химична структура е полипептид. Намалената му секреция води до атрофия на надбъбречните жлези, а увеличената секреция предизвиква увеличаването им по размер – хипертрофия.
АКТХ представлява хуморална връзка между централната нервна система (ЦНС) и надбъбречните жлези. Секрецията му се стимулира от съответен либерин от хипоталамуса и по този начин е под силното влияние на по-горните отдели на ЦНС.
АКТХ се секретира усилено при всички състояния на напрежение – нервно и физическо натоварване, травма, остра инфекция, жизнено опасна ситуация и други, и представлява част от промени в организма, които носят наименованието общ адапционен синдром. Освен от хипоталамуса секрецията му се регулира и от нивото на надбъбречните корови хормони в кръвта по-специално от нивото на гликокортикоидите.